# Moledet
Moledet (מולדת), "Fäderneslandet", var ett litet israeliskt högerparti som förespråkade frivillig förflyttning av palestinierna på Västbanken och Gaza.
Moledet bildades 1988 av Rehavam Ze'evi, som ledde partiets tills han dödades av PFLP-män i en vedergällningsaktion 2001. Rabbi Benny Elon kom då efterträda Ze'evi som både partiledare och israelisk turistminister.
1999 gick Moledet samman med Herut och Tkuma i valkartellen Nationella Unionen (איחוד לאומי). Senare lämnade Herut koalitionen.
Yisrael Beytenu (lett av Avigdor Lieberman) anslöt sig till Nationella Unionen 2003 men hoppade av inför valet 2006 och ställde upp med egen lista. Denna gång hade Unionen istället gemensam valsedel med partiet Mafdal. Sedan valet till den 19:e Knesset 2013 har partiet valt att inte ställt upp i val till Knesset.

## Policy
Partiet var influerat av radikala religiösa sionistiska idéer, men detta är inte centralt för dess ideologi. Det kan därför också attrahera sekulära nationalister. Partiet förespråkade att man skulle uppmuntra frivillig befolkningsöverföring (i motsats till tvångsförflyttning) av den arabiska befolkningen på Västbanken. Även om andra partier, nämligen Kach och Herut, också förespråkade förflyttning, var Moledet det parti som mest förknippades med begreppet i Israel, med tanke på bristen på andra element i dess plattform och Ze'evis framgång med att samla motsatta politiska element - både sekulära och religiösa - under förflyttningsflaggan. I motsats till Kach och Meir Kahanes idéer förespråkade Moledet endast frivillig överföring.

## Ledarskap
Partiledare: 
1988−2001: Rehavam Ze'evi
2001−2008: Binyamin Elon
2008−2013: Uri Bank